# Jean Baptiste Watrin
Pour les articles homonymes, voir Watrin.
Jean Baptiste Watrin (1773 - 1804) est un officier de cavalerie du Premier Empire. Officier des Dragons, il reçut la croix de la Légion d'honneur le 26 frimaire de l'an XII.

## Biographie
Jean Baptiste Watrin naît à Metz en Moselle le 24 avril 1773. À 18 ans, Watrin s'engage dans le 3e régiment de chasseurs à cheval le 15 février 1792. Le 22 mars 1793, il est affecté au 18e régiment de chasseurs à cheval. Il fera toutes les campagnes de la Révolution française jusqu'en 1801. Compte tenu de ses talents de ses aptitudes au commandement, il est promu sous-lieutenant le 7 vendémiaire de l'an II. Le 18 vendémiaire de l'an III, Watrin est affecté au 1er régiment de dragons. Il est promu lieutenant le 1er messidor de l'an VII. À la bataille de Zurich, le chef de brigade Viallanes le cite, ce qui lui vaut d'être promu sur le champ capitaine des Dragons le 13 messidor de l'an VII. À la Bataille de Montebello (1800), il défait avec son escadron, un régiment de Hussards ennemis, avant d'être blessé par une arme à feu à l'épaule. Le 26 frimaire de l'an XII, il reçoit la croix de la Légion d'honneur. Le capitaine Watrin fait la campagne de l'an XIII dans l'Armée des côtes de l'Océan. En l'an XIV, il participe à sa dernière campagne au sein de la Grande Armée. Âgé de 31 ans, Jean Baptiste Watrin trouve la mort au combat à Neresheim, dans le Bade-Wurtemberg, le 18 octobre 1805.

## Titres et décorations
- Croix de la Légion d'honneur le 26 frimaire de l'an XII[2].

## Sources
- Lievyns, Jean Maurice Verdot, Pierre Bégat; Fastes de la Légion-d'honneur: biographie de tous les décorés, Volume 4, Paris, 1844.